# Gerard van Walsum
Gerard Ewout van Walsum (Krimpen aan den IJssel, 21 februari 1900 – Rotterdam, 27 juli 1980) was een Nederlands politicus die een vooraanstaande positie in de PvdA heeft bekleed. Tussen 1952 en 1965 was Van Walsum burgemeester van Rotterdam.

## Loopbaan
Na zijn middelbareschooltijd te hebben doorgebracht aan het Rotterdamse Marnix Gymnasium, bekwaamde Van Walsum zich van 1920 tot 1926 in de rechtsgeleerdheid aan de Rijksuniversiteit Utrecht. Hij begon zijn werkzame leven als medewerker van de Rotterdamse Kamer van Koophandel, waar hij opklom tot secretaris. In de jaren 30 werd hij ook lid van de hoofdredactie van het dagblad De Nederlander, de spreekbuis van de Christelijk-Historische Unie. Binnen de CHU bekleedde hij enige tijd het secretariaatschap. Ook was hij namens deze partij van 1939 tot 1941 lid van de raad van de gemeente Rotterdam.

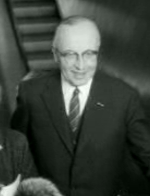
Van Walsum in 1957

Na de Tweede Wereldoorlog brak de van christelijk-historische huize zijnde Van Walsum in het kader van de 'Doorbraak' door naar de PvdA. Als lid van de beginselprogrammacommissie in 1946-1947 gaf hij mede vorm aan de ideologische basis van de PvdA. Voorts was hij vier jaar vicevoorzitter en zat hij jarenlang in het hoofdbestuur. Ook was hij van 1946 tot 1962 voorzitter van de Protestants-Christelijke Werkgemeenschap in de PvdA (PCWG).
Wat politieke functies buiten de PvdA betreft, zat hij vlak na de oorlog een aantal jaren (opnieuw) in de gemeenteraad van Rotterdam (was ook een jaar wethouder), in de Provinciale Staten van Zuid-Holland en in de Tweede Kamer, alvorens in 1948 met een burgemeestersloopbaan te beginnen, eerst die van Delft (1948-1952) en vervolgens die van Rotterdam (1952-1965). Alhoewel bekendstaand als een regent met gevoel voor decorum, was hij door zijn integriteit, toewijding en bestuurskracht zeer gezien bij de Rotterdamse bevolking. Tijdens zijn burgemeesterschap had hij eveneens lange tijd zitting in de Eerste Kamer.
Uit onvrede over de invloed van Nieuw Links op de PvdA zegde hij in 1972 zijn partijlidmaatschap op.

## Politieke loopbaan (gespecificeerd)
- Tweede Kamerlid: 4 juni 1946 tot 27 juli 1948
- Eerste Kamerlid: 25 augustus 1948 tot 5 december 1949, 15 maart 1950 tot 20 september 1955
- Burgemeester van Delft: 16 februari 1948 tot 1 juli 1952
- Burgemeester van Rotterdam: 1 juli 1952 tot 1 maart 1965

## Persoonlijk
Hij was een zoon van Arie Adrianus van Walsum (1862-1914) en Ariaantje van Cappellen (1865-1949). Vader was rietmattenfabrikant en wethouder van Krimpen aan den IJssel. Zijn oudste broer Arnoldus van Walsum was onder andere burgemeester van Zwolle en werd in juni 1940 als eerste Nederlandse burgemeester ontslagen vanwege zijn anti-Duitse houding. Gerard van Walsum huwde in 1926 te Capelle aan den IJssel met Jacoba Margaretha Quispel. Hij overleed op tachtigjarige leeftijd en ligt begraven op de Begraafplaats Oud Kralingen te Rotterdam.
Hij was lid van de Nederlandse Hervormde Kerk, aanvankelijk van de ethische richting, later van die van de middenorthodoxie. Zijn zoon Huib was burgemeester van achtereenvolgens Gieten, Doesburg, Rheden en, net als zijn vader, van Delft. Zijn zoon Peter was diplomaat.

## Ridderorden
- Ridder in de Orde van de Nederlandse Leeuw, 1954
- Grootofficier in de Orde van Oranje-Nassau, 1965

Van Walsum was lid van de commissie Houben die in 1963 het decoratiestelsel onderzocht.

## Trivia
- In de stad Rotterdam is een weg naar hem genoemd, de Burgemeester van Walsumweg; deze loopt van de Overblaak naar het Oostplein.

- Biografisch Portaal: 18799140
- Digitale Bibliotheek voor de Nederlandse Letteren: wals017
- Gemeinsame Normdatei: 17401029X
- International Standard Name Identifier: 0000 0003 5806 2709
- Nederlandse Thesaurus van Auteursnamen: 070773467
- Parlement.com: vg09llctp7xq
- Virtual International Authority File: 202415298
- WorldCat: E39PBJvRPFV6vVhMHR9p8tXw4q